# Borgne
Borgne (en criollo haitiano Obòy) es una comuna de Haití, que está situada en el distrito de Borgne, del departamento de Borgne.

## Secciones
Está formado por las secciones de:
- Margot
- Boucan Michel
- Petit Bourg de Borgne (que abarca el barrio de Petit Bourg de Borgne)
- Trou d'Enfer
- Champagne
- Molas
- Côte de Fer et Fond Lagrange (que abarca la villa de Borgne)

## Demografía
| Gráfica de evolución demográfica de Borgne entre 2009 y 2015 |
|                                                              |

Los datos demográficos contemplados en este gráfico de la comuna de Borgne son estimaciones que se han cogido de 2009 a 2015 de la página del Instituto Haitiano de Estadística e Informática (IHSI). 